# 定年女子
『定年女子』（ていねんじょし）は、NHK BSプレミアム「プレミアムドラマ」にて2017年7月9日から8月27日まで放送された日本のテレビドラマ。全8回。

## 登場人物

### 深山家
- 深山麻子 - 南果歩
- 深山葵 - 山下リオ
- 深山聡 - 寺脇康文
- 深山登美子 - 草笛光子

### 麻子の友人
- 黒田時子 - 草刈民代
- 小川多江 - 清水ミチコ
- 寺内真紀 - 石野真子

### 角倉商事
- 溝口洋介 - 町田啓太
- 星野千鶴 - 高野志穂
- ブライアン - カイル・カード
- 長谷部忠夫 - 佐戸井けん太
- 今川康二郎 - 升毅
- 林田克子 - 藤真利子

### 岡崎家（麻子の実家）
- 岡崎公恵 - 茅島成美
- 岡崎達也 - 金山一彦
- 岡崎忍 - 大路恵美

### 小川家
- 小川民子 - 大方斐紗子

### 藤原家
- 藤原丈太郎 - 山口祐一郎
- 藤原かおり - 菊地美香
- 藤原冴子 - 石堂夏央

### その他
- 青木タカシ ‐ 吉満寛人
- 森雅人 ‐ 長田成哉
- 谷口芳恵 - ふせえり
- 竹下由美 - 菊池桃子

### ゲスト
第1話
- 典子 - 青木さやか
- 受付嬢 - 入山杏奈

第2話
- 野村かえで ‐ 一双麻希（ ‐ 第3話）
- 前田保奈美 - 朝日奈ゆう（ - 第3話）
- 小野美和子 - 藍とも子
- 角倉商事会社員　瀬戸口祥侑（ - 第3話）

第3・4話
- 石原奈美恵 - 南野陽子（最終話）
- 吉岡由紀子 - 高橋かおり（第4話）
- 吉岡保 - 土屋佑壱（第4話）
- 吉岡亮 - 吉岡晴輝（第4話）
- 中山ナツ ‐ 松風はる美（第4話）
- 中山辰造 - 菅登未男（第4話）

第6話
- 関口武志 - 三谷昌登（ - 第7・8話）
- 野崎りか - 岡嶋琳（ - 第７・８話）
- 吉井悟 - 吉濱ツトム（ - 第７・８話）

## スタッフ
- 脚本 - 田渕久美子
- 原案 - 岸本裕紀子
- 音楽 - 羽深由理
- 語り - 森山良子
- 主題歌 - 竹内まりや「もう一度」
- 制作統括 - 出水有三（NHK）、中尾幸男（テレパック）
- 演出 - 塚本連平、猪原達三
- 制作 - NHK

## 放送日程
| 各話   | 放送日  | ラテ欄                                                    | 演出     |
| ------ | ------- | --------------------------------------------------------- | -------- |
| 第1話  | 7月09日 | 南果歩主演! 女53歳バツイチ、突然の定年 明るい未来をつかめ | 塚本連平 |
| 第2話  | 7月16日 | いびりに耐えろ麻子!                                       | 塚本連平 |
| 第3話  | 7月23日 | 仕事が見つからない!                                       | 猪原達三 |
| 第4話  | 7月30日 | 第2の仕事は葬儀屋 涙の奥に見えた夢                        | 猪原達三 |
| 第5話  | 8月06日 | 仕事と恋はある日突然やってくる                            | 猪原達三 |
| 第6話  | 8月13日 | 迷いのキス                                                | 塚本連平 |
| 第7話  | 8月20日 | 仕事と介護と恋! 麻子まったなし                            | 塚本連平 |
| 最終話 | 8月27日 | 50代の夢は今日開く!                                       | 塚本連平 |